# 안내중학교
안내중학교(安內中學校)는 대한민국 충청북도 옥천군 안내면 인포리에 있는 공립 중학교이다.

## 학교 연혁
- 1952년 2월 24일 : 안내고등공민학교 발족
- 1954년 5월 24일 : 안내중학교 설립인가(3학급) 및 개교
- 1954년 8월 20일 : 초대 김기왕 교장 부임
- 1959년 4월 7일 : 안내면 인포리로 학교 이전
- 1980년 7월 15일 : 수몰로 인하여 현 위치로 학교 이전
- 2011년 8월 31일 : 미래형 첨단교실 구축
- 2023년 3월 1일 : 도지정 문화예술 연구학교 지정(2년)
- 2024년 2월 7일 : 제70회 졸업(6명) 졸업생누계(6,578명)
- 2024년 3월 1일 : 제31대 김연홍 교장 부임
- 2024년 3월 4일 : 신입생 5명 입학

## 참고 자료
- 안내중학교 - 한국교육학술정보원 학교알리미